# Alessia Lucchini
Alessia Lucchini (Busto Arsizio, 20 novembre 1978) è una nuotatrice artistica italiana.

## Biografia
Nata a Busto Arsizio, in provincia di Varese, nel 1978, a 19 anni ha vinto la medaglia di bronzo nella gara a squadre agli Europei di Siviglia 1997, confermando il risultato a Istanbul 1999, in entrambi i casi chiudendo dietro a Russia e Francia. Agli Europei di Helsinki 2000 ha invece ottenuto l'argento nella gara a squadre, dietro alla sola Russia.
A 21 anni ha partecipato ai Giochi olimpici di Sydney 2000, nel duo con Maurizia Cecconi, chiudendo 6ª sia nelle qualificazioni (con 94.953 punti, dei quali 33.203 nel tecnico e 61.750 nel libero) sia in finale, con 95.387 punti (33.203 nel tecnico e 62.184 nel libero), e anche nella gara a squadre con Ballan, Bianchi, Brunetti, Burlando, Cassin, Cecconi, Dominici e Porchetto, arrivando ancora al 6º posto, stavolta con 95.177 punti (32.993 nel tecnico e 62.184 nel libero).
Nello stesso 2000 è stata insignita del titolo di Cavaliere Ordine al Merito della Repubblica Italiana.
Dopo il ritiro ha ottenuto una laurea in Scienze motorie ed è diventata presidente di un'associazione sportiva Onlus, dove insegna nuoto e nuoto sincronizzato in particolare a ragazze e ragazzi con disabilità intellettive e relazionali.

## Palmarès

### Campionati europei
- 3 medaglie:
  - 1 argento (Gara a squadre a Helsinki 2000)
  - 2 bronzi (Gara a squadre a Siviglia 1997, gara a squadre a Istanbul 1999)